# Stechendes Sternauge
Das Stechende Sternauge (Pallenis spinosa) ist eine Pflanzenart aus der Familie der Korbblütler (Asteraceae). Die Art ist sehr formenreich.

## Beschreibung
Das Stechende Sternauge ist eine einjährige Pflanze, die Wuchshöhen von 30 bis 60 Zentimetern erreicht. Die Pflanze ist abstehend behaart. Der Grund der Haare ist verdickt. Die Laubblätter sind kurz bespitzt und haben einen öhrchenförmigen, halbstängelumfassenden Grund. 
Die äußeren Hüllblätter sind 1,5 bis 4 Zentimeter lang, dornspitzig und viel länger als die Strahlenblüten. Die Strahlenblüten sind goldgelb und zwei- bis dreireihig. Die äußeren Früchte sind geflügelt, die inneren besitzen einen prismenförmigen Pappus aus haarförmig zerschlitzten Schuppen.
Die Blütezeit reicht von Juni bis vermutlich August.
Die Chromosomenzahl beträgt 2n = 10.

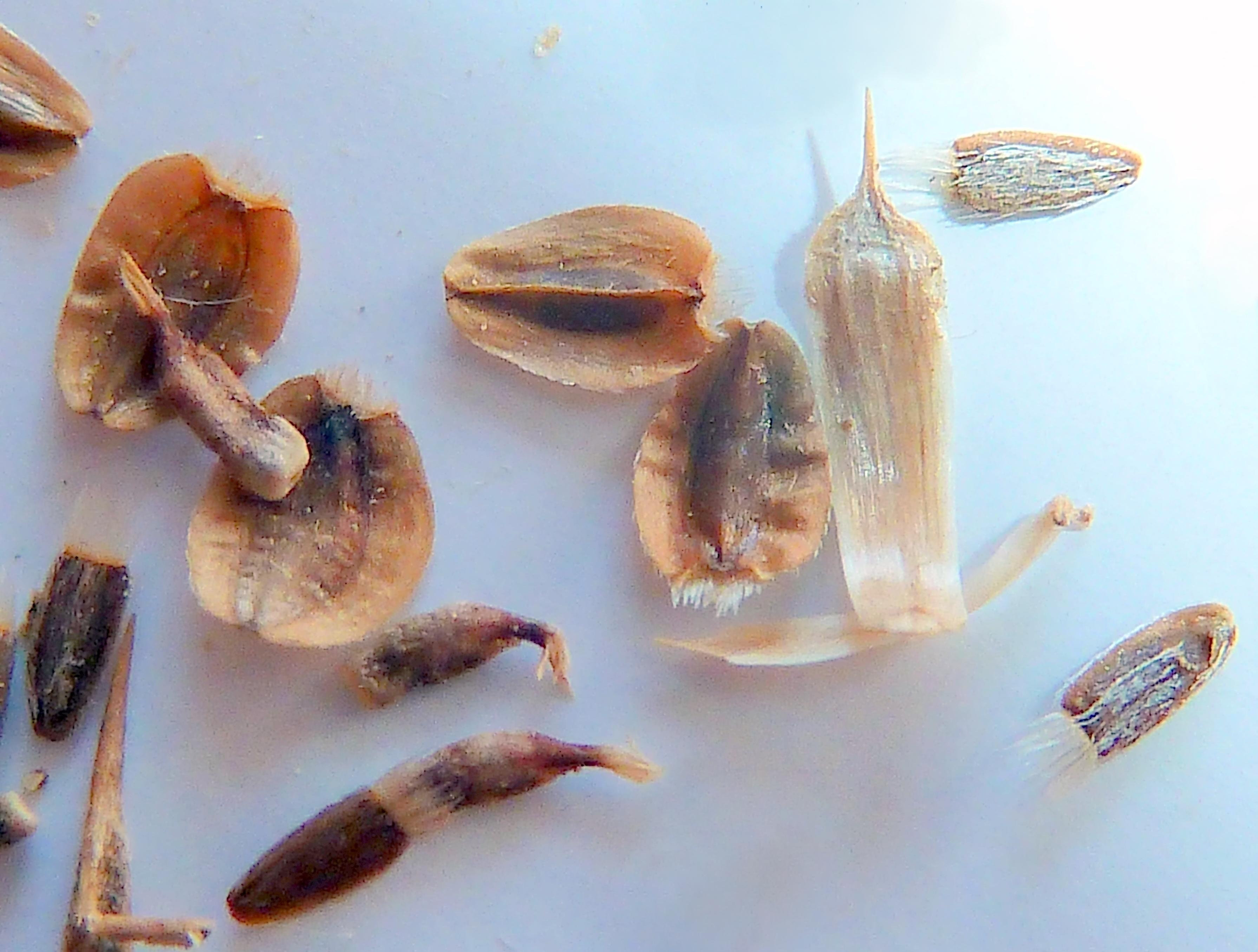
Früchte

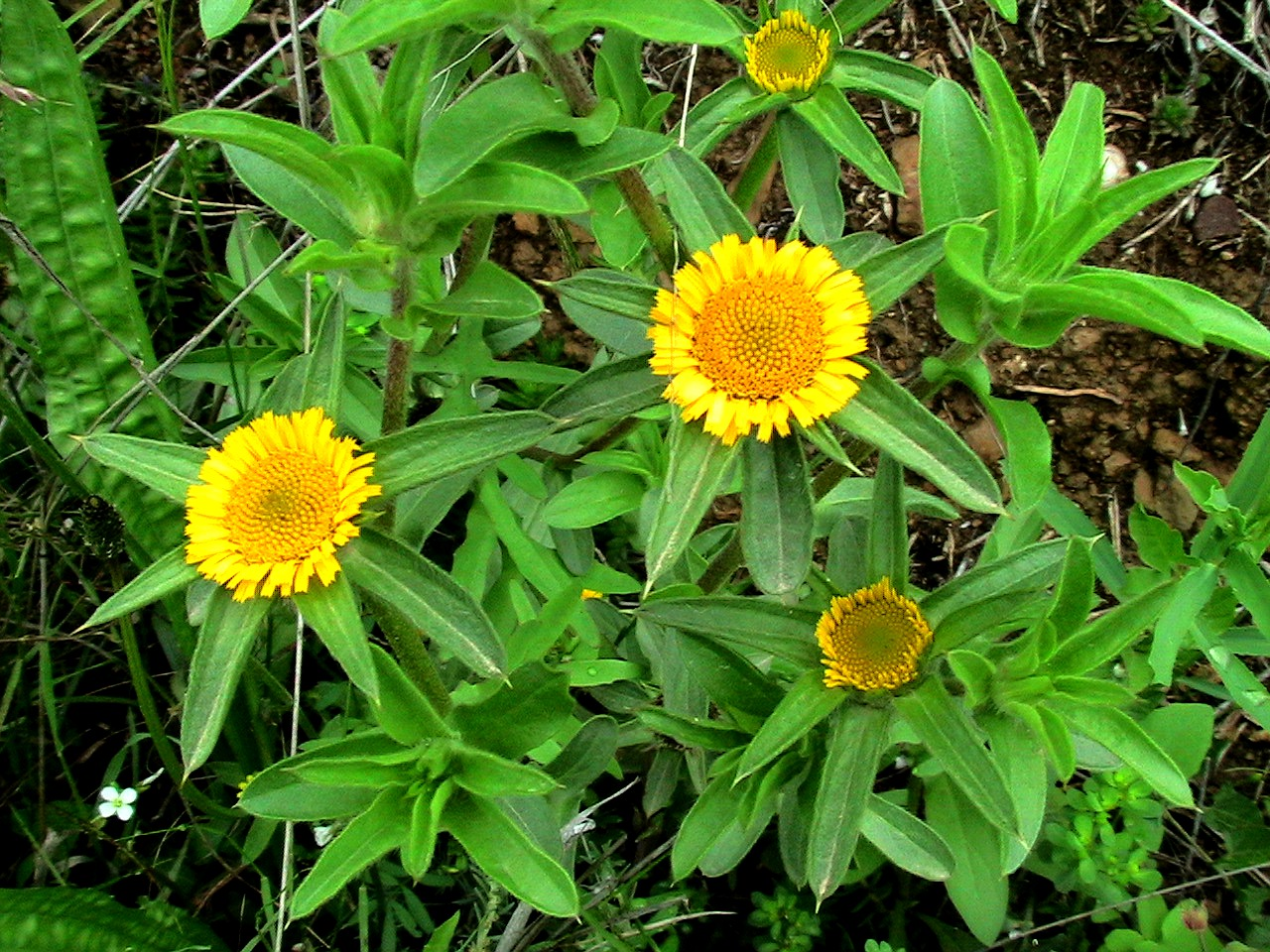
Stechendes Sternauge (Pallenis spinosa)

## Vorkommen
Das Stechende Sternauge kommt im Mittelmeerraum und im Orient vor. Die Art wächst auf trockenen Kalkklippen, Felsfluren und ruderal.

## Systematik
Das Stechende Sternauge wurde 1753 durch Carl von Linné als Buphthalmum spinosum erstbeschrieben. Alexandre Henri Gabriel de Cassini stellte sie 1825 in die neu geschaffene Gattung Pallenis. 1844 stellte Karl Heinrich Schultz ihn dann als Asteriscus spinosus auf. Während das Stechende Sternauge von Annette Wiklund (1985) in die Gattung Asteriscus platziert wurde, wurde es im Rahmen der nomenklatorischen Überarbeitung der Gattung durch Werner Greuter 1997 dann wieder gemeinsam mit weiteren Arten in die Gattung Pallenis gestellt. Spätere molekularbiologische Untersuchungen bestätigten diese Einstufung. Das Stechende Sternauge ist als Schwestertaxon zur Klade aus den beiden anderen Arten Pallenis hierichuntica und Pallenis maritima die basalste Art der Gattung.
Das Stechende Sternauge wird in vier Unterarten untergliedert:
- Pallenis spinosa subsp. asteroidea (Viv.) Greuter, verbreitet im östlichen Mittelmeergebiet.
- Pallenis spinosa subsp. aurea (Willk.) Nyman, verbreitet in Spanien, Portugal und Nord-Marokko.
- Pallenis spinosa subsp. maroccana (Aurich & Podlech) Greuter, verbreitet in Marokko und West-Algerien.
- Pallenis spinosa (L.) Cass. subsp. spinosa: Ihre Verbreitung deckt sich weitgehend mit der Art.

## Nutzung
Das Stechende Sternauge wird selten als Zierpflanze genutzt.

## Belege
- Eckehart J. Jäger, Friedrich Ebel, Peter Hanelt, Gerd K. Müller (Hrsg.): Exkursionsflora von Deutschland. Begründet von Werner Rothmaler. Band 5: Krautige Zier- und Nutzpflanzen. Springer, Spektrum Akademischer Verlag, Berlin/Heidelberg 2008, ISBN 978-3-8274-0918-8.